# 田中秀明
田中 秀明（たなか ひであき、1960年 - ）は、日本の財務官僚、博士（政策研究）。財務総合政策研究所総括主任研究官、一橋大学経済研究所准教授、内閣府行政刷新会議事務局参事官を経て、明治大学ガバナンス研究科教授。

## 来歴
東京都生まれ。1983年 東京工業大学（現東京科学大学）工学部社会工学科卒業。1985年 同大学大学院社会工学研究科社会工学専攻修士課程修了、工学修士、大蔵省入省、主計局総務課配属。1986年 主計局主計企画官（財政計画担当）付。1991年 ロンドン大学ロンドン・スクール・オブ・エコノミクス社会政策修士課程修了、理学修士 (MSc.)。
1988年 厚生省老人保健福祉部老人福祉課係長。1991年 金沢国税局高岡税務署長。1993年 外務省在マレーシア日本国大使館一等書記官（財務アタッシェ）。1996年 大蔵省理財局資金第一課課長補佐。1998年 大蔵省大臣官房文書課課長補佐、中央省庁再編担当。
2000年 内閣官房内閣内政審議室企画官（IT担当）兼財務省財務総合政策研究所主任研究官。2001年 財務総合政策研究所総括主任研究官。2003年 オーストラリア国立大学客員研究員、財務省財務総合政策研究所客員研究員。2005年 財務省関税局経済連携室長。2006年 政策研究大学院大学客員教授。
2007年 一橋大学経済研究所世代間問題研究機構准教授。2010年 内閣府参事官（行政刷新会議担当）、内閣府公共サービス改革推進室参事官、『財政規律と予算制度改革 : 予算制度の国際比較及び計量的分析』で研究大学院大学博士（政策研究）。
2012年 明治大学大学院ガバナンス研究科教授、経済協力開発機構予算・公共支出に関するアドバイザリー委員会委員。2013年 政策研究大学院大学非常勤講師。2014年 明治大学大学院ガバナンス研究科ガバナンス専攻主任、財務省財務総合政策研究所客員研究員、総務省政治資金適正化委員会委員。
2015年 峰崎直樹元財務副大臣、三木義一青山学院大学学長、水野和夫元内閣審議官、志賀櫻元大蔵省審議官と民間税制調査会設立、沖縄科学技術大学院大学学園契約監視委員会委員、参議院客員調査員。2016年 明治大学大学院グローバル・ガバナンス研究科長。

## 大蔵省同期
大蔵省入省同期に、可部哲生国税庁長官、藤井健志内閣官房副長官補、矢野康治財務事務次官、岡村健司財務官、小部春美元財務総合政策研究所副所長、中島淳一金融庁長官、森田宗男金融国際審議官、中井徳太郎環境事務次官、岡本直之国土交通省政策統括官、中尾睦内閣官房TPP等政府対策本部国内調整統括官、野島透元財務省九州財務局長、岸本浩国立印刷局理事長、川嶋真造幣局理事長など。

## 著書
- 『政府の予算・会計改革のビジョン』（共著）中央経済社 2005年
- 『財政規律と予算制度改革 : なぜ日本は財政再建に失敗しているか』日本評論社 2011年
- 『年金・扶助・租税の一元化 : 保険原理と再分配原理をどうバランスさせるか』財務省財務総合政策研究所研究部 2011年
- 『日本の福祉行財政と福祉計画』（村川浩一, 澤井勝, 蟻塚昌克と共編著）第一法規 2011年
- 『政治ライブラリー：比較ガバナンス』（共著）おうふう出版 2011年
- 『日本の財政 : 再建の道筋と予算制度』中公新書 2013年
- 『民主党政権 失敗の検証』（日本再建イニシアティブのプロジェクト・メンバーとして参加）中公新書 2013年
- "Policy Analysis in Japan"（共著）Policy Press 2015年
- 『財政と民主主義』（共著）日本経済新聞出版社 2017年
- ”The Democratic Party of Japan in Power”（共著）Routledge 2017年
- 『官僚たちの冬 : 霞が関復活の処方箋』小学館新書 2019年
- 『医療白書2020年度版』（共著）日本医療企画 2020年
- 『人口動態変化と財政・社会保障の制度設計』（共著）日本評論社 2021年
- 『「新しい国民皆保険」構想 : 制度改革・人的投資による経済再生戦略』慶應義塾大学出版会 2023年

## 監修
- 『破たんする？まだいける？ニッポンの財政 : 元財務官僚が本当のことわかりやすく教えます : 財政・財源の気になることを基本から解説！』スタンダーズ 2021年